# Ministère des Affaires étrangères (Ukraine)
Pour les articles homonymes, voir Ministère des Affaires étrangères.
Le ministère des Affaires étrangères de l'Ukraine (en ukrainien : Міністерство закордонних справ України, МЗС) est l'autorité gouvernementale ukrainienne chargé de mettre en œuvre la politique extérieure de l'Ukraine.
Le ministère se situe au 1 du square Mikhaïlivka dans un bâtiment classé.

## Ministre
- Anatoliy Zlenko : 1990 à 1994.
- Hennadiy Oudovenko : avril 1994 à avril 1998.
- Borys Tarassiouk : de 1998 à 2000.
- Anatoliy Zlenko : 2000 à 2003.
- Kostiantyn Hrychtchenko de 2003 à 2005.
- Borys Tarassiouk : de 2005 à 2007.
- Arseni Iatseniouk en 2007.
- Volodymyr Ohryzko de 2007 à 2009.
- Volodymyr Khandohy en 2009.
- Petro Porochenko de 2009 à 2010.
- Kostiantyn Hrychtchenko de 2010 à 2012.
- Leonid Kojara de 2012 à 2014.
- Pavlo Klimkine du 19 juin 2014 au 29 août 2019.
- Vadym Prystaïko du 29 août 2019 au 4 mars 2020.
- Dmytro Kouleba du 4 mars 2020 au 5 septembre 2024[2],[3].
- Andrii Sybiha depuis le 5 septembre 2024.

## Références

Logo alternatif du ministère (version ukrainienne).

### Vice-ministre
- Emine Djaparova[4].